# Sanrio danshi
Sanrio danshi (サンリオ男子? lett. "I ragazzi Sanrio"), anche noto come Sanrio Boys, è un media franchise giapponese creato a gennaio 2016 da Sanrio. Consiste in una linea di merchandise, in due manga, in un videogioco per smartphone pubblicato nel 2016 e in una serie televisiva anime, la cui trasmissione in Giappone è prevista da gennaio 2018.

## Personaggi
Kōta Hasegawa (長谷川 康太?, Hasegawa Kōta)
Doppiato da: Takuya Eguchi
Yū Mizuno (水野 祐?, Mizuno Yū)
Doppiato da: Sōma Saitō
Shunsuke Yoshino (吉野 俊介?, Yoshino Shunsuke)
Doppiato da: Jun Oosuka
Ryō Nishimiya (西宮 諒?, Nishimiya Ryō)
Doppiato da: Hiroyuki Kagura
Seiichiro Minamoto (源 誠一郎?, Minamoto Seiichiro)
Doppiato da: Yūma Uchida
Yuri Mizuno (水野 由梨?, Mizuno Yuri)